# E017 (trasa europejska)
E017 – trasa europejska łącznikowa (kategorii B), biegnąca przez Rosję. Długość trasy wynosi 300 km. Przebieg E017: Jełabuga – Ufa.